# Monrose
A Monrose egy német hölgytrió alkotta popegyüttes, amely a Pro7 tv-csatorna Popstars című műsorában tűnt fel.

## Tagjai
Mandy Grace Capristo ( született 1990. március 21-én Mannheimban ).Német-olasz származású és a német FHM magazin a világ 10. legszexisebb nőjévé választotta.
Senna Guemmour (született 1979. december 28-án Frankfurtban ).Marokkói származású.Az apja meghalt, amikor Senna még csak 12 éves volt. A Monrose előtt a hiphop volt a mindene.
Bahar Kızıl (született 1988. október 5-én Freiburgban ) .Szülei török származásúak, Antalyában születtek.

## Diszkográfia

### Albumok
| Év   | Információ                                                               | Csúcshelyezések | Csúcshelyezések | Csúcshelyezések | Csúcshelyezések | Csúcshelyezések | Eladások   | Minősítések                                                    |
| Év   | Információ                                                               | GER             | AUT             | SWI             | POL             | EUR             | Eladások   | Minősítések                                                    |
| ---- | ------------------------------------------------------------------------ | --------------- | --------------- | --------------- | --------------- | --------------- | ---------- | -------------------------------------------------------------- |
| 2006 | Temptation - Első stúdióalbum - Kiadva: 2006. december 8-án              | 1               | 1               | 1               | —               | 5               | 450,000 db | - Ausztria: Platina - Németország: 2x Platina - Svájc: Platina |
| 2007 | Strictly Physical - Második stúdióalbum - Kiadva: 2007. szeptember 21-én | 2               | 7               | 6               | 55              | 11              | 160,000 db | - Ausztria: Arany - Németország: Arany                         |
| 2008 | I Am - Harmadik stúdióalbum - Kiadva: 2008. szeptember 26-án             | 9               | 20              | 14              | 65              | 65              | 100,000 db |                                                                |
| 2010 | Ladylike - Negyedik stúdióalbum - Kiadva: 2010. június 11-én             | 1               | 5               | 24              | 8               | 16              | 260,000 db |                                                                |

## Kislemezek
| Év   | Kislemez              | Csúcshelyezés | Csúcshelyezés | Csúcshelyezés | Csúcshelyezés | Csúcshelyezés | Csúcshelyezés | Csúcshelyezés | Csúcshelyezés | Csúcshelyezés | Album             |
| Év   | Kislemez              | GER           | AUT           | SWI           | FIN           | NED           | POL           | SLO           | EU            | WOR           | Album             |
| ---- | --------------------- | ------------- | ------------- | ------------- | ------------- | ------------- | ------------- | ------------- | ------------- | ------------- | ----------------- |
| 2006 | "Shame"               | 1             | 1             | 1             | 4             | 4             | 10            | 4             | 5             | 3             | Temptation        |
| 2007 | "Even Heaven Cries"   | 6             | 7             | 9             | 7             | 23            | 49            | 15            | 21            | 47            | Temptation        |
| 2007 | "Hot Summer"          | 1             | 1             | 1             | 1             | 6             | 5             | 4             | 6             | 4             | Strictly Physical |
| 2007 | "Strictly Physical"   | 6             | 1             | 2             | 9             | 6             | 7             | 1             | 2             | 4             | Strictly Physical |
| 2007 | "What You Don't Know" | 6             | 1             | 3             | 4             | 2             | 8             | 8             | 2             | 5             | Strictly Physical |
| 2008 | "Strike The Match"    | 1             | 1             | 1             | 4             | 8             | 4             | 1             | 3             | 5             | I Am              |
| 2008 | "Hit 'N' Run"         | 1             | 2             | 5             | 4             | —             | 9             | 4             | 5             | 1             | I Am              |
| 2008 | "Why Not Us"          | 2             | 5             | —             | 75            | 98            | —             | 14            | 8             | —             | I Am              |
| 2010 | "Like a Lady"         | 9             | 9             | 13            | *4            | 1             | —             | 12            | —             | 85            | Ladylike          |
| 2010 | "This Is Me"          | 2             | 2             | 3             | 5             | 4             | 18            | 74            | 7             | 13            | Ladylike          |
|      | "Breathe You In"      | 1             | 2             | 1             | 1             | 4             | 1             | 4             | 7             | 1             |                   |